# 露拂

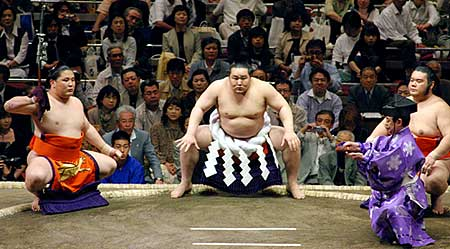
橫綱（中）進入土俵的儀式，左方為太刀持、右後方為露拂

露拂（日语：／ Tsuyuharai */?），是每日大相撲比賽開始前，橫綱進行入土俵儀式時的開路力士。
露拂原本是指古代日本貴人半夜出行時，為貴人在草叢中開路的人。在進行入土俵儀式時，他會尾隨行司先進入土俵，橫綱表演儀式時，他將蹲在橫綱左邊，完成後他也先離開。
露拂與太刀持一樣，必須由幕內級力士出任，如可以一般優先選擇同部屋的師弟，如沒有沒有合適的人選，就選同一門的力士，但他的地位比太刀持力士低。在儀式上，他穿由橫綱持有一式三款的化妝兜襠布。
一般出任露拂的力士不會與橫綱對戰（因屬同一部屋）。在正常情況下，大關和橫綱不會出任露拂，除了新橫綱進行第一次入土俵奉納儀式，而橫綱則會在前橫綱進行還曆土俵入儀式時出任露拂（多是地位較低的西橫綱）。